# Aktiengesellschaft
Акціонерне товариство, АТ  (нім. Aktiengesellschaft, AG) — відповідно до німецького корпоративного права є правовою формою корпорації, статутний капітал якої складається з акцій. Ця стаття стосується акціонерного товариства в Німеччині.

## Опис
Інші капітальні компанії включають GmbH (GmbH aA → на акції), UG (з обмеженою відповідальністю), SE та KGaA як одну з п'яти форм. Правову основу можна знайти в першій книзі Закону про акціонерні товариства (AktG).

## Статистика
У 2017 році 407 акціонерних корпорацій були зареєстровані на регульованому ринку Deutsche Börse. У 2010 році їх було 605. Кількість акціонерних корпорацій і товариств з обмеженою відповідальністю, заснованих на акціях, у Німеччині становила від 2000 до 3000 з 1960 по 1992 рік. До 2004 року воно зросло до 16 002 і відтоді падає: 12 000 у вересні 2012 року. За 25 років з 1990 по 2014 рік лише в наступні 10 виняткових років було більше 15 IPO на рік: 1999—175, 2000—142, 1998 — 79, 1990, 1997 і 2006 32-36, 2007, 2001, 1995 і 1991 19-25.

## Заснування
AG може бути заснована однією або декількома фізичними чи юридичними особами чи товариствами з правоздатністю, які отримують акції в обмін на внески (§ 2 АктГ). Договір товариства — статут — повинен бути нотаріально посвідчений. На відміну від GmbH, неможливо заснувати компанію за типовим протоколом.